# 鬼新娘 (1987年電影)
《鬼新娘》是一部1987年上映的香港電影，由黎大煒與黃泰來執導，周潤發、鍾楚紅主演。葉德嫻憑本片入圍第7屆香港電影金像獎最佳女配角提名。

## 剧情
阿搏（周潤發 飾）為一名失敗撈家，與研習風水、茅山術的表姐賽金花（葉德嫻 飾）相依為命。一日，阿搏從舊貨店買來一張書桌，發現內藏一少女魏小蝶（鍾楚紅 飾）的絕命書。阿搏因感小蝶身世可憐十分同情，不禁寫下回信。二人從此展開了一段淒美的人鬼戀…
小蝶的鬼魂投靠阿搏，被他誤會為大陸妹，乃招待回家暫住。賽金花雖看出小蝶的身份有異，但為二人癡情感動而跟小蝶結為好友。
阿搏本有一貪慕虛榮的女朋友May（王小鳳 飾）。May因被有錢男朋友拋棄，欲回阿搏身邊，但阿搏心裡只有小蝶，拒絕了May。May為之氣結，May查出阿搏有新女友小蝶，想對付小蝶，但反被小蝶戲弄。小鳳知小蝶為鬼，深知人難與鬼鬥，請教他人後，決定於陰月陰日著紅衣褲用紅繩吊頸自殺，不惜以死化為厲鬼找阿搏及小蝶報仇。
小鳳化為厲鬼之後在阿搏家出沒，阿搏以為是小蝶開玩笑。及後小鳳現身與小蝶為敵，小蝶落在下風，但得阿搏相助，暫時趕走小鳳。但小蝶要在阿搏家長期逼留，必須取回神主牌，厲鬼May跟之，遂與曾娶小蝶神主牌之惡鬼老公勾結前往阿搏家，小蝶及阿搏不敵。最後小蝶終挺身而出，拜託惡鬼收拾吃掉厲鬼May，最後不得已犧牲，自願隨惡鬼老公回去陰間當鬼新娘。

## 演員
| 演員   | 角色   |
| ------ | ------ |
| 周潤發 | 阿搏   |
| 鍾楚紅 | 魏小蝶 |
| 王小鳳 | May    |
| 葉德嫻 | 賽金花 |

## 電影歌曲

### 主題曲
| 歌名                             | 演唱者 | 作曲   | 填詞   |
| 再生夢（香港上映時的粵語版）     | 葉德嫻 | 陳永良 | 周禮茂 |
| 今夕是何夕（台灣上映時的國語版） | 曾慶瑜 | 鈕大可 | 慎芝   |

### 插曲
| 歌名           | 演唱者 | 作曲   | 填詞   |
| 天師捉妖（粵） | 葉德嫻 | 陳永良 | 潘偉源 |
| 天師捉妖（國） | 李麗芬 | 陳永良 | 不詳   |

## 獎項
| 年份 | 頒獎典禮            | 獎項       | 名字   | 結果 |
| ---- | ------------------- | ---------- | ------ | ---- |
| 1988 | 第7屆香港電影金像獎 | 最佳女配角 | 葉德嫻 | 提名 |

## 外部連結
- 香港影庫上《鬼新娘》的資料（繁體中文）
- 開眼電影網上《鬼新娘》的資料（繁體中文）
- 豆瓣电影上《鬼新娘》的資料 （简体中文）
- 时光网上《鬼新娘》的資料（简体中文）
- AllMovie上《鬼新娘》的资料（英文）
- 爛番茄上《鬼新娘》的資料（英文）
- 互联网电影数据库（IMDb）上《鬼新娘》的资料（英文）